# 루쿵기리구

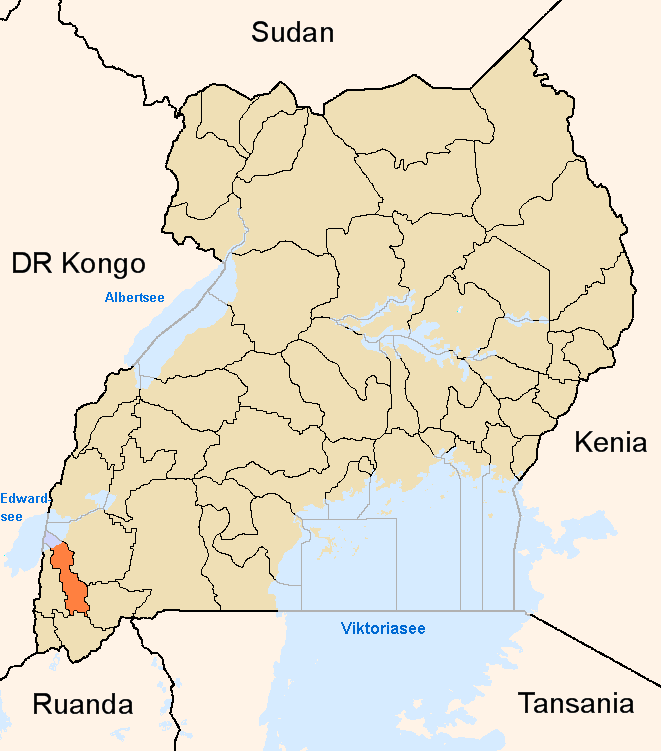
루쿵기리 구의 위치

루쿵기리구(Rukungiri)는 우간다 남서부에 위치한 구로, 행정 중심지는 루쿵기리이다. 면적은 1,524.28km2, 인구는 275,200명(2002년 인구 조사 기준)이다.
행정 구역상으로는 서부 주에 속하며 2개 군(루바보 군, 루줌부라 군)을 관할한다. 남쪽으로는 카발레 구, 북동쪽으로는 부셰니 구, 남동쪽으로는 은퉁가모 구와 카세세 구, 콩고 민주 공화국 북키부 주와 접한다.

## 같이 보기
- 우간다의 행정 구역